# Cantone di Ancy-le-Franc
Il Cantone di Ancy-le-Franc era una divisione amministrativa dell'arrondissement di Avallon.
È stato soppresso a seguito della riforma complessiva dei cantoni del 2014, che è entrata in vigore con le elezioni dipartimentali del 2015.
Comprendeva i comuni di:
- Aisy-sur-Armançon
- Ancy-le-Franc
- Ancy-le-Libre
- Argentenay
- Argenteuil-sur-Armançon
- Chassignelles
- Cry
- Fulvy
- Jully
- Lézinnes
- Nuits
- Pacy-sur-Armançon
- Perrigny-sur-Armançon
- Ravières
- Sambourg
- Stigny
- Villiers-les-Hauts
- Vireaux